# Scapteromys
A Scapteromys az emlősök (Mammalia) osztályának rágcsálók (Rodentia) rendjébe, ezen belül a hörcsögfélék (Cricetidae) családjába tartozó nem.

## Rendszerezés
A nembe az alábbi 2 faj tartozik:
- Scapteromys aquaticus Thomas, 1920
- Scapteromys tumidus Waterhouse, 1837 - típusfaj